# قرار مجلس الأمن التابع للأمم المتحدة رقم 582
قرار مجلس الأمن التابع للأمم المتحدة رقم 582، المعتمد بالإجماع في 24 فبراير 1986، وبعد أن أشار المجلس إلى أن المجلس قيد النظر لمدة ست سنوات واستمرار الصراع بين إيران والعراق، أعرب عن أسفه للأعمال الأولية التي بدأت في الحرب العراقية الإيرانية واستمرار الصراع.
ثم أدان المجلس تصعيد الصراع، بما في ذلك التوغلات الإقليمية، وقصف المناطق المدنية، والهجمات على النقل البحري المحايد، وانتهاك القانون الدولي، واستخدام الأسلحة الكيميائية من قبل العراق، بما يخالف بروتوكول جنيف لعام 1925.
ودعا القرار إيران والعراق إلى وقف إطلاق النار والتقيد بوقف لإطلاق النار، مع انسحاب كامل للقوات العسكرية إلى حدودهما المعترف بها دوليا، فضلا عن تبادل الأسرى بتيسير من لجنة الصليب الأحمر الدولية. وحث أيضا الطرفين على تقديم جميع جوانب النزاع فورا إلى الوساطة، وطلب إلى الأمين العام خافيير بيريز دي كوييار أن يواصل جهوده في عملية الوساطة.
وكان الامتثال للقرار 582 طوعيا، ورفض الطرفان تنفيذه.

## وصلات خارجية
- نص القرار في undocs.org